# Полиция (футбольный клуб)
«Поли́с» («Полиция») (англ. Police Football Club) — профессиональный футбольный клуб Тринидада и Тобаго из дистрикта Сент-Джеймс города Порт-оф-Спейн. Выступает в высшей лиге Тринидада и Тобаго.

## История
В первый же год своего существования команда выиграла Кубок Тринидада и Тобаго, а через три года стала чемпионом, прервав семилетнюю гегемонию «Дефенс Форс». В 1980 году команда дебютировала на международном уровне в Кубке чемпионов КОНКАКАФ, «Полиция» проиграла суринамскому «Трансваалю» с общим счётом 4:2.
«Золотая эра» клуба пришлась на 90-е. В 1990 году команда выиграла кубок, обыграв «Сент-Эннс Рейнджерс». Через год клуб выиграл чемпионат и вышел в Кубок чемпионов КОНКАКАФ. В первом раунде команда сыграла вничью с ямайским «Рино» с общим счётом 4:4, тем не менее, «Полиция» прошла дальше по голам выезда. Следующим соперником стал «Трансвааль», «Полиции» удалось взять реванш, в обоих матчах была победа со счётом 2:0. В третьем раунде противником были сограждане из «Дефенс Форс». Проиграв с минимальным счётом в первом матче, «Полиция» сумела отыграться, победив со счётом 3:1. В четвёртом раунде и финальном матче карибской зоны клуб встретился с двумя командами из Мартиники, «ЮС Маринуаз» и «Олимпик» соответственно. Обе были обыграны с одинаковым счётом 5:4, причём оба раза «Полиция» проиграла первый матч со счётом 3:2. В полуфинале клуб встретился с гондурасской командой «Реал Эспанья». После безголевой ничьи в первом матче «Полиция» сумела одержать победу с минимальным счётом во втором и вышла в финал. В финале предстояло сыграть с мексиканской «Пуэблой». В первом матче «Полиция» проиграла со счётом 3:1, во втором — благодаря голу Алвина Боиссоена вырвала ничью 1:1, однако по сумме двух матчей чемпионом стала «Пуэбла». На данный момент «Полиция» является последним клубом-финалистом Кубка чемпионов КОНКАКАФ из Тринидада и Тобаго.
Наиболее успешным на внутренней арене выдался 1994 год, когда команда сделала «золотой дубль», обыграв в финале кубка всё тех же «Сент-Эннс Рейнджерс». Последним достижением клуба на данный момент является серебро в кубке 1996 года, когда победу праздновал «Дефенс Форс».

## Стадион
Их стадион носит название «Мэнни Рамджон», он расположен в городе Марабелла, Тринидад и Тобаго. Он был открыт 17 сентября 2001 года, арена приняла матч юношеских сборных Испании и Буркина-Фасо в рамках чемпионата мира 2001 года. Также стадион принял юношеский чемпионат мира среди женщин в 2010 году.
Стадион назван в честь Мэнни Рамджона, бегуна на длинные дистанции, который стал первым золотым медалистом международного соревнования, родившимся в Тринидаде и Тобаго. В настоящее время стадион рассчитан на 10000 болельщиков.